# Anaysi Hernándezová
Anaysi (Anaisis) Hernández-Sarría, (* 30. srpna 1981 Cienfuegos, Kuba) je bývalá reprezentantka Kuby v judu. Je majitelkou stříbrné olympijské medaile z roku 2008.

## Sportovní kariera
V nabité kubánské reprezentaci měla po celou kariéru statut špičkové náhradnice. V roce 2001 zaskakovala v polostřední váze za odpočívající Driulis Gonzálezovou a získala 3. místo na mistrovství světa. V roce 2004 jí k účasti na olympijských hrách v Athénách pomohla emigrace Leyén Zuluetaové sice bez umístění, ale v roce 2008 se podobným způsobem, po emigraci Yurisel Labordeové, dostala na olympijské hry v Pekingu a získala stříbrnou olympijskou medaili. Po olympijských hrách v Pekingu se sama rozhodla k emigraci. Žije v Itálii.

## Výsledky
| Turnaj                  | 2001           | 2002           | 2003           | 2004         | 2005         | 2006         | 2007         | 2008         |
| Turnaj                  | 20             | 21             | 22             | 23           | 24           | 25           | 26           | 27           |
| Turnaj                  | polostřední v. | polostřední v. | polostřední v. | střední váha | střední váha | střední váha | střední váha | střední váha |
| ----------------------- | -------------- | -------------- | -------------- | ------------ | ------------ | ------------ | ------------ | ------------ |
| Olympijské hry          |                |                |                | úč.          |              |              |              | 2.           |
| Mistrovství světa       | 3.             |                | —              |              | —            |              | —            |              |
| Panamerické mistrovství | 3.             | 1.             | —              | 1.           | —            | —            | —            | —            |